# Mannschaftskader der Top 12 2014/15 (Frauen)
Die Liste der Mannschaftskader der Top 12 (Frauen) 2014/15 enthält alle Spielerinnen, die in der französischen Top 12 der Frauen 2014/15 im Schach mindestens eine Partie gespielt haben mit ihren Einzelergebnissen.

## Allgemeines
Insgesamt wurden 59 Spielerinnen eingesetzt, wobei acht Vereine immer die gleichen vier Spielerinnen einsetzten (darunter mit Bischwiller, Mulhouse und Évry drei Teilnehmer an der Endrunde), während Clichy und Nîmes je sechs Spielerinnen einsetzte. Am erfolgreichsten war Julie Fischer (Bischwiller) mit 7 Punkten aus 8 Partien, ihre Mannschaftskollegin Nino Maisuradze erreichte 6,5 Punkte aus 8 Partien; je 6 Punkte erzielten Salomé Neuhauser (Mulhouse) und Lela Dschawachischwili (Bischwiller), wobei Neuhauser 7 Partien spielte Dschawachischwili 8. Von den Spielerinnen, die nur die Vorrunde spielten, war Silvia Collas (Montpellier) mit 5,5 Punkten aus 6 Partien am erfolgreichsten, 5 Punkte aus 6 Partien erzielte Elise Bellaïche (Villepinte). Jovana Vojinović (Montpellier) erreichte mit 3 Punkten aus 3 Partien als einzige Spielerin 100 %.

## Legende
Die nachstehenden Tabellen enthalten folgende Informationen:
- Nr.: Ranglistennummer
- Titel: FIDE-Titel zu Saisonbeginn (Eloliste vom Mai 2015); GM = Großmeister, IM = Internationaler Meister, FM = FIDE-Meister, WGM = Großmeister der Frauen, WIM = Internationaler Meister der Frauen, WFM = FIDE-Meister der Frauen, CM = Candidate Master, WCM = Candidate Master der Frauen
- Elo: Elo-Zahl zu Saisonbeginn (Eloliste vom Mai 2015); bei Spielerinnen ohne Elo-Zahl ist die nationale Wertung eingeklammert angegeben
- Nation: Nationalität gemäß Eloliste vom Mai 2015; BUL = Bulgarien, ESP = Spanien, FRA = Frankreich, GEO = Georgien, GER = Deutschland, HUN = Ungarn, ITA = Italien, LTU = Litauen, MDA = Moldawien, MNC = Monaco, ROU = Rumänien, RUS = Russland, SRB = Serbien, SWE = Schweden
- G: Anzahl Gewinnpartien
- R: Anzahl Remispartien
- V: Anzahl Verlustpartien
- Pkt.: Anzahl der erreichten Punkte
- Partien: Anzahl der gespielten Partien

## Club de Bischwiller
| Nr. | Titel | Name                   | Elo  | Nation | G | R | V | Pkt. | Partien |
| --- | ----- | ---------------------- | ---- | ------ | - | - | - | ---- | ------- |
| 1   | IM    | Lela Dschawachischwili | 2472 | GEO    | 4 | 4 | 0 | 6    | 8       |
| 2   | WGM   | Nino Maisuradze        | 2279 | FRA    | 6 | 1 | 1 | 6,5  | 8       |
| 3   |       | Julie Fischer          | 2053 | FRA    | 7 | 0 | 1 | 7    | 8       |
| 4   |       | Melissa Fesselier      | 1927 | GER    | 4 | 2 | 2 | 5    | 8       |

## Club de Mulhouse Philidor
| Nr. | Titel | Name             | Elo  | Nation | G | R | V | Pkt. | Partien |
| --- | ----- | ---------------- | ---- | ------ | - | - | - | ---- | ------- |
| 1   | IM    | Elisabeth Pähtz  | 2473 | GER    | 3 | 2 | 2 | 4    | 7       |
| 2   | WFM   | Mathilde Choisy  | 2182 | FRA    | 4 | 1 | 2 | 4,5  | 7       |
| 3   | WFM   | Emma Richard     | 2060 | FRA    | 4 | 1 | 2 | 4,5  | 7       |
| 4   |       | Salomé Neuhauser | 2053 | FRA    | 6 | 0 | 1 | 6    | 7       |

## Club de Clichy-Echecs-92
| Nr. | Titel | Name                | Elo  | Nation | G | R | V | Pkt. | Partien |
| --- | ----- | ------------------- | ---- | ------ | - | - | - | ---- | ------- |
| 1   | IM    | Almira Scripcenco   | 2421 | FRA    | 3 | 4 | 0 | 5    | 7       |
| 2   | WFM   | Isabelle Malassagne | 2139 | FRA    | 4 | 2 | 2 | 5    | 8       |
| 3   |       | Anaelle Afraoui     | 2029 | FRA    | 5 | 0 | 2 | 5    | 7       |
| 4   |       | Juliette Auvray     | 2005 | FRA    | 2 | 2 | 2 | 3    | 6       |
| 5   |       | Isabelle Bonvalot   | 1870 | FRA    | 1 | 0 | 1 | 1    | 2       |
| 6   | GM    | Alexandra Kostenjuk | 2530 | RUS    | 1 | 0 | 1 | 1    | 2       |

## Évry Grand Roque
| Nr. | Titel | Name                   | Elo  | Nation | G | R | V | Pkt. | Partien |
| --- | ----- | ---------------------- | ---- | ------ | - | - | - | ---- | ------- |
| 1   | IM    | Sabrina Vega Gutiérrez | 2395 | ESP    | 2 | 3 | 2 | 3,5  | 7       |
| 2   | IM    | Sophie Milliet         | 2369 | FRA    | 4 | 1 | 2 | 4,5  | 7       |
| 3   | WGM   | Anda Šafranska         | 2138 | FRA    | 4 | 1 | 2 | 4,5  | 7       |
| 4   |       | Chloe Huisman          | 1944 | FRA    | 4 | 1 | 2 | 4,5  | 7       |

## Club de Montpellier Echecs
| Nr. | Titel | Name             | Elo  | Nation | G | R | V | Pkt. | Partien |
| --- | ----- | ---------------- | ---- | ------ | - | - | - | ---- | ------- |
| 1   | IM    | Deimantė Daulytė | 2402 | LTU    | 2 | 3 | 1 | 3,5  | 6       |
| 2   | IM    | Silvia Collas    | 2306 | FRA    | 5 | 1 | 0 | 5,5  | 6       |
| 3   | WGM   | Jovana Vojinović | 2262 | SRB    | 3 | 0 | 0 | 3    | 3       |
| 4   |       | Marine Thuret    | 1925 | FRA    | 3 | 0 | 3 | 3    | 6       |
| 5   | WIM   | Ellinor Frisk    | 2256 | SWE    | 2 | 0 | 1 | 2    | 3       |

## C.E.M.C. Monaco
| Nr. | Titel | Name                  | Elo  | Nation | G | R | V | Pkt. | Partien |
| --- | ----- | --------------------- | ---- | ------ | - | - | - | ---- | ------- |
| 1   | GM    | Pia Cramling          | 2505 | SWE    | 4 | 1 | 0 | 4,5  | 5       |
| 2   | WCM   | Mathilde Chung        | 2051 | MNC    | 1 | 1 | 3 | 1,5  | 5       |
| 3   | WCM   | Melissa Levacic       | 1965 | MNC    | 1 | 1 | 3 | 1,5  | 5       |
| 4   | WFM   | Noëla-Joyce Lomandong | 1794 | MNC    | 3 | 1 | 1 | 3,5  | 5       |

## Cercle d’Echecs de Villepinte
| Nr. | Titel | Name               | Elo  | Nation | G | R | V | Pkt. | Partien |
| --- | ----- | ------------------ | ---- | ------ | - | - | - | ---- | ------- |
| 1   | FM    | Marina Brunello    | 2290 | ITA    | 3 | 2 | 1 | 4    | 6       |
| 2   | WFM   | Elise Bellaïche    | 2102 | FRA    | 4 | 2 | 0 | 5    | 6       |
| 3   | WFM   | Adelina-Ramona Uta | 2060 | ROU    | 4 | 1 | 1 | 4,5  | 6       |
| 4   |       | Rakina Lialy Yao   | 1392 | FRA    | 3 | 0 | 3 | 3    | 6       |

## La tour de Juvisy
| Nr. | Titel | Name         | Elo  | Nation | G | R | V | Pkt. | Partien |
| --- | ----- | ------------ | ---- | ------ | - | - | - | ---- | ------- |
| 1   | IM    | Ildikó Mádl  | 2356 | HUN    | 3 | 1 | 1 | 3,5  | 5       |
| 2   | WFM   | Xenia Lazo   | 2103 | MDA    | 3 | 0 | 2 | 3    | 5       |
| 3   |       | Maud Millet  | 1976 | FRA    | 1 | 1 | 1 | 1,5  | 3       |
| 4   |       | Léa Bismuth  | 1900 | FRA    | 2 | 0 | 2 | 2    | 4       |
| 5   |       | Liza Aggoune | 1837 | FRA    | 0 | 0 | 3 | 0    | 3       |

## Club de l’Echiquier Naujacais
| Nr. | Titel | Name                     | Elo  | Nation | G | R | V | Pkt. | Partien |
| --- | ----- | ------------------------ | ---- | ------ | - | - | - | ---- | ------- |
| 1   | WFM   | Eva-Maria Zickelbein     | 2050 | GER    | 2 | 0 | 4 | 2    | 6       |
| 2   | WIM   | Friederike Wohlers-Armas | 2029 | FRA    | 1 | 2 | 3 | 2    | 6       |
| 3   |       | Lara-Maria Armas         | 1931 | FRA    | 2 | 1 | 3 | 2,5  | 6       |
| 4   |       | Lena Armas               | 1900 | FRA    | 3 | 1 | 2 | 3,5  | 6       |

## Cercle d’Echecs de Strasbourg
| Nr. | Titel | Name           | Elo    | Nation | G | R | V | Pkt. | Partien |
| --- | ----- | -------------- | ------ | ------ | - | - | - | ---- | ------- |
| 1   | WIM   | Malina Nicoara | 2094   | FRA    | 1 | 0 | 4 | 1    | 5       |
| 2   |       | Marion Muller  | 1869   | FRA    | 2 | 1 | 2 | 2,5  | 5       |
| 3   |       | Monica Olguin  | 1727   | FRA    | 0 | 2 | 3 | 1    | 5       |
| 4   |       | Carole Roos    | (1240) | FRA    | 0 | 0 | 5 | 0    | 5       |

## Club de Echiquier Nîmois
| Nr. | Titel | Name              | Elo  | Nation | G | R | V | Pkt. | Partien |
| --- | ----- | ----------------- | ---- | ------ | - | - | - | ---- | ------- |
| 1   |       | Segolene Magnin   | 1838 | FRA    | 1 | 0 | 4 | 1    | 5       |
| 2   |       | Gabrielle Nicolas | 1748 | FRA    | 1 | 0 | 4 | 1    | 5       |
| 3   |       | Eloise Genaudet   | 1460 | FRA    | 0 | 0 | 3 | 0    | 3       |
| 4   |       | Sofia Lahlou      | 1179 | FRA    | 0 | 0 | 1 | 0    | 1       |
| 5   | WGM   | Petra Papp        | 2297 | HUN    | 2 | 2 | 1 | 3    | 5       |
| 6   |       | Jihane Khelif     | 1712 | FRA    | 3 | 0 | 2 | 3    | 5       |

## Club de Echiquier Tourangeau
| Nr. | Titel | Name                 | Elo  | Nation | G | R | V | Pkt. | Partien |
| --- | ----- | -------------------- | ---- | ------ | - | - | - | ---- | ------- |
| 1   |       | Claire Duval         | 1890 | FRA    | 0 | 0 | 5 | 0    | 5       |
| 2   |       | Clemence Ollivier    | 1765 | FRA    | 0 | 0 | 5 | 0    | 5       |
| 3   |       | Maya Nicolas-Manceau | 1617 | FRA    | 2 | 0 | 3 | 2    | 5       |
| 4   |       | Roxanne Gregoire     | 1613 | FRA    | 2 | 0 | 3 | 2    | 5       |

## Club de Esbarres Bonnencontre Echecs
| Nr. | Titel | Name                | Elo    | Nation | G | R | V | Pkt. | Partien |
| --- | ----- | ------------------- | ------ | ------ | - | - | - | ---- | ------- |
| 1   |       | Galina Utyuzhnikova | 2053   | FRA    | 0 | 3 | 2 | 1,5  | 5       |
| 2   |       | Pascale Pittiani    | 1580   | FRA    | 0 | 0 | 5 | 0    | 5       |
| 3   |       | Svetla Dimitrova    | 1567   | BUL    | 0 | 0 | 6 | 0    | 6       |
| 4   |       | Typhaine Pigeat     | 1425   | FRA    | 0 | 1 | 5 | 0,5  | 6       |
| 5   |       | Delphine Boileau    | (1400) | FRA    | 0 | 0 | 2 | 0    | 2       |